# 후안 구티에레스 모레노
후안 구티에레스 모레노(스페인어: Juan Gutiérrez Moreno, 1976년 7월 23일 ~ )는 후아니토(스페인어: Juanito)라는 이름으로 알려져 있는 스페인의 은퇴한 축구 선수이며, 포지션은 센터백이었다. 그는 지난 2006년 월드컵 당시 사우디아라비아와의 최종전에서 결승골을 넣었고, 그 경기의 공식 최우수 선수에 선정됐었다.

## 수상
레알 베티스
- 2004-05 코파 델 레이 우승

 아틀레티코 마드리드
- 2009-10 코파 델 레이 준우승
- 2009-10 UEFA 유로파리그 우승
- 2010년 UEFA 슈퍼컵 우승

 스페인
- UEFA 유로 2008 우승

개인
- 2006년 FIFA 월드컵 맨 오브 더 매치 : vs. 사우디아라비아 (조별리그)